# I Know You Know

I Know You Know est un film britannique réalisé par Justin Kerrigan en 2008 et sorti l'année suivante.

## Synopsis
Un jeune homme découvre que son père est un agent du MI6.

## Fiche technique
- Titre : I Know You Know
- Réalisation et scénario : Justin Kerrigan
- Productrice : Sally Hibbin

## Distribution
- Robert Carlyle : Charlie
- Arron Fuller : Jamie
- David Bradley : Mr Fisher
- Ewen Bremner
- Karl Johnson (en) : Ernie
- Nick Stringer : Mic, le Barman